# Solutions locales pour un désordre global
Pour plus de détails, voir Fiche technique et Distribution.
Solutions locales pour un désordre global est un  documentaire de Coline Serreau. Il est sorti en France le 7 avril 2010.

## Synopsis
« Les films d'alertes et catastrophistes ont été tournés. Ils ont eu leur utilité, mais maintenant il faut montrer qu'il existe des solutions, faire entendre les réflexions des philosophes et économistes, qui, tout en expliquant pourquoi notre modèle de société s'est embourbé dans la crise écologique, financière et politique que nous connaissons, inventent et expérimentent des alternatives.  »
— Coline Serreau
Le documentaire de Coline Serreau cherche à poursuivre au-delà des documentaires « environnementaux » récents en montrant des initiatives en cours. La réalisatrice y croise tout autour du monde des hommes et des femmes qui mettent en œuvre leurs propres solutions aux désordres environnementaux.
La réalisatrice y rencontre notamment le poète paysan Pierre Rabhi, l'écologiste indienne Vandana Shiva, les spécialistes de l'activité micro-biologique du sol Lydia et Claude Bourguignon, les paysans sans terre du Brésil, Kokopelli en Inde, M. Antoniets en Ukraine...

## Critiques
« […] contrairement aux films dénonciateurs et provocateurs du genre Food, Inc. ou We Feed the World, la réalisatrice privilégie l’analyse et l’expertise sans jouer la carte des images choc. Surtout, elle s’attache à prouver, à partir d’exemples alternatifs glanés du Brésil à l’Inde et de la France à l’Ukraine, que des solutions durables et rentables existent et ont déjà été mises en place. Bref, qu’une économie plus équitable est possible et même indispensable, d’un point de vue sanitaire et humanitaire. Sa démonstration teintée d’un féminisme inattendu, échappe ainsi aux discours culpabilisants habituels. »
— Veronique Le Bris pour Première
La lecture qu’en fait la Revue Quart Monde va dans le même sens: le film n’incite pas à un sentiment de culpabilité paralysant, mais dit la réalité «avec patience, bon sens, humour».
« […] C'est ainsi que l'on peut voir la fracture très importante qu'il y a entre le peuple et les dirigeants. Les OGM en sont l'exemple le plus frappant…  »
— Stéphane Humbert pour CineAlliance.fr

## Fiche technique
- Réalisation, scénario, production et photographie : Coline Serreau
- Musique : Madeleine Besson et Garden Trio
- Montage : Catherine Renault, Claude Trinquesse
- Producteur : Matthieu Warter et Guillaume Parent
- Distribution : Memento Films Distribution / Editions Montparnasse
- Pays de production :  France
- Langues de tournage : français, portugais, anglais, russe, hindi

## Intervenants
- Dominique Guillet
- Vandana Shiva
- Ana Primavesi
- Philippe Desbrosses
- Pierre Rabhi
- João Pedro Stedile
- Serge Latouche
- Devinder Sharma
- Lydia Bourguignon
- Claude Bourguignon
- Laurent Marbot